# Olivier Bardoux
Pour les articles homonymes, voir Bardoux.
Olivier Bardoux, né le 25 juin 1972 à Fréjus (Var), est un chasseur sous-marin français, domicilié à Saint-Raphael, et pêcheur professionnel.
Il a été membre du Comité directeur de la Fédération française d'études et de sports sous-marins (FFESSM), et membre-fondateur de la Fédération nautique de pêche sportive en apnée (FNPSA) de 2002 à 2009.

## Palmarès
- 3e du championnat du monde par équipes en 2000 (à Mateica (Tahiti))
- Champion d'Europe par équipes en 1997 (à Marseille);
- Vice-champion d'Europe individuel en 1997 (à Marseille);
- Vice-champion d'Europe par équipes en 2001 (à Arbatax (Italie));
- 3e du championnat d'Europe individuel en 1999 (à Minorque (Espagne)) et 2001 (à Arbatax);
- 3e du championnat d'Europe par équipes en 1999 (à Minorque);
- Quintuple champion de France, en 1995, 1996, 1997, 1998, et 2000.